# Renault Express (1985)
Renault Express – samochód dostawczo-osobowy, produkowany przez francuską firmę Renault w latach 1985–2002 jako dostawcza odmiana Renault 5. Dostępny był jako 2- i 3-drzwiowy furgon lub kombi. Do napędu używano silników benzynowych oraz Diesla. Moc przenoszona była na oś przednią. W 1991 i 1994 roku samochód przechodził modernizacje. Pojazd produkowano w Europie do 2000 roku, a w Urugwaju od 1996 do 2002 roku. Łącznie powstało 1 730 000 egzemplarzy. Express na rynku niemieckim występował pod nazwą Renault Rapid, a na rynku brytyjskim pod nazwą Renault Extra.

## Silniki

### Benzynowe
- 956 cm³ (30 kW/40 KM)
- 1108 cm³ (34 kW/45 KM)
- 1237 cm³ (40 kW/54 KM)
- 1397 cm³ (43 kW/58 KM/4750, 100Nm/3000), 0–100 14.5s,142 km/h, 8.3l/100km
- 1397 cm³ (59 kW/80 KM)

### Diesla
- 1595 cm³ (40 kW/54 KM/4800, 100Nm/2250), 0–100 17.8s,130 km/h, 6.5l/100km
- 1870 cm³ (47 kW/63 KM)
- 1870 cm³ (40 kW/54 KM)

## Galeria

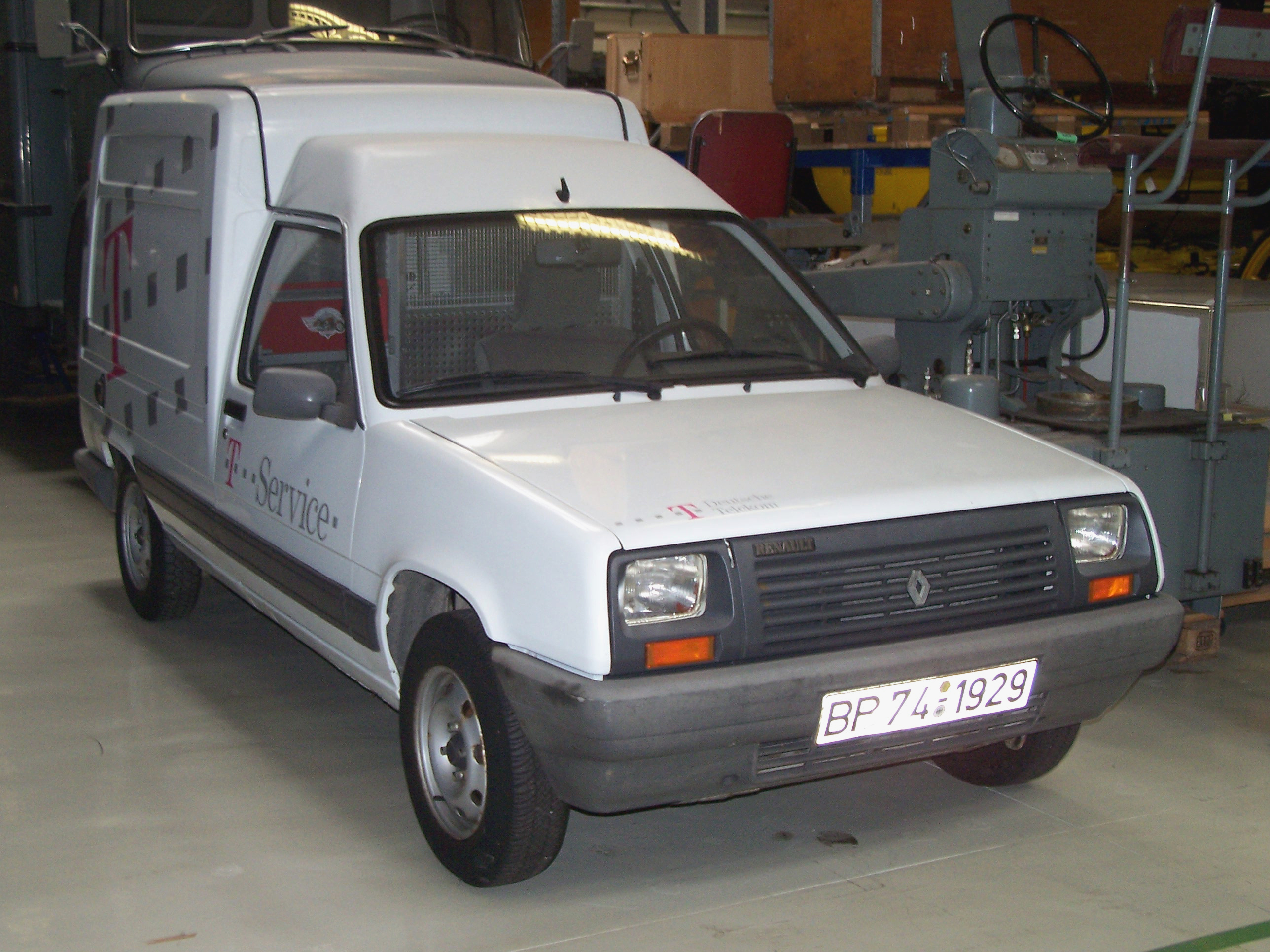
Renault Express I
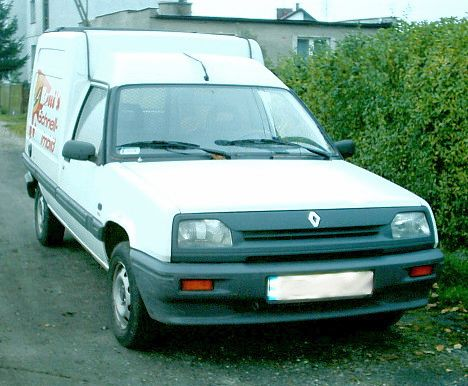
Renault Express II
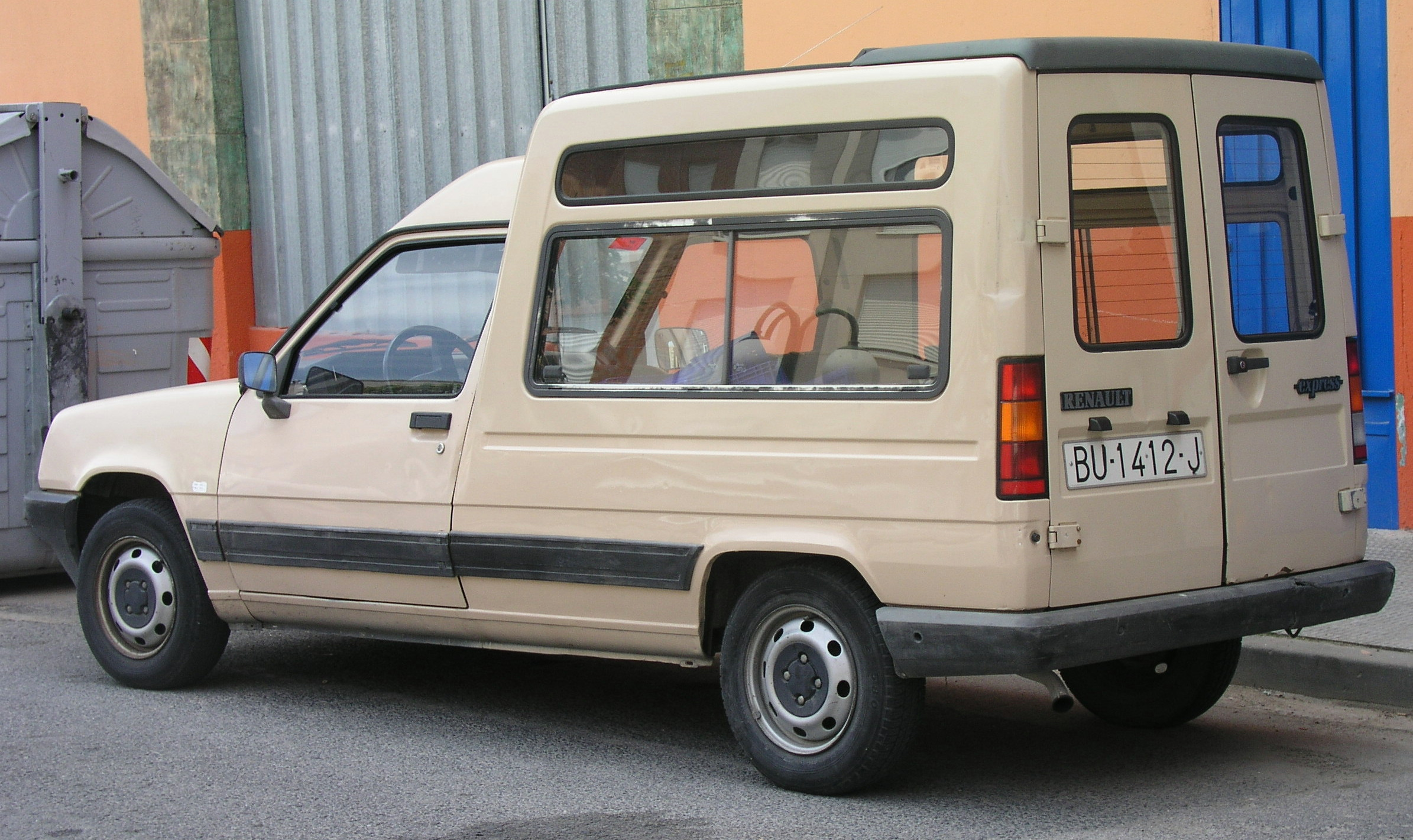
Renault Express I generacji – tył samochodu
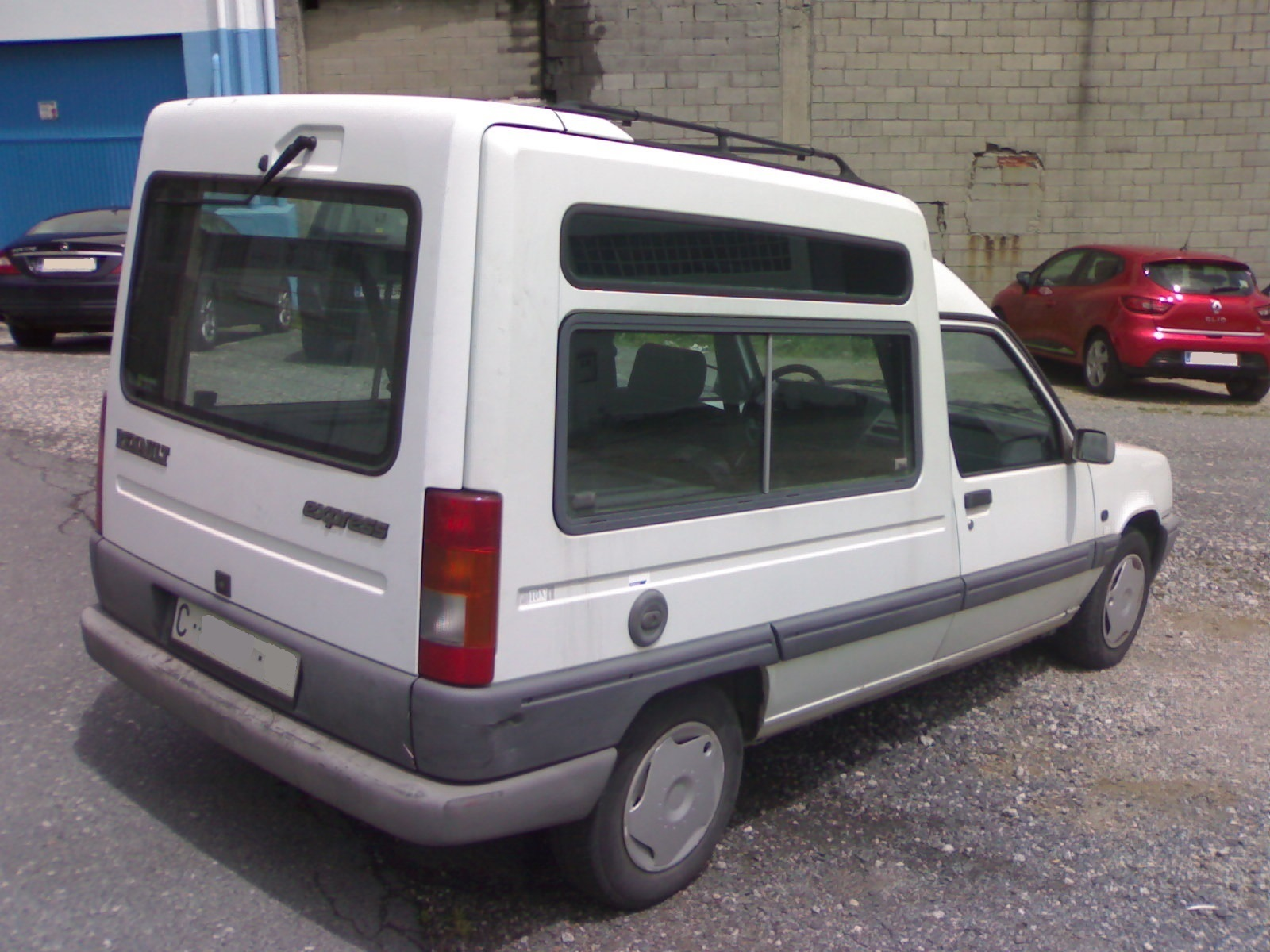
Renault Express II w wersji kombi – tył samochodu
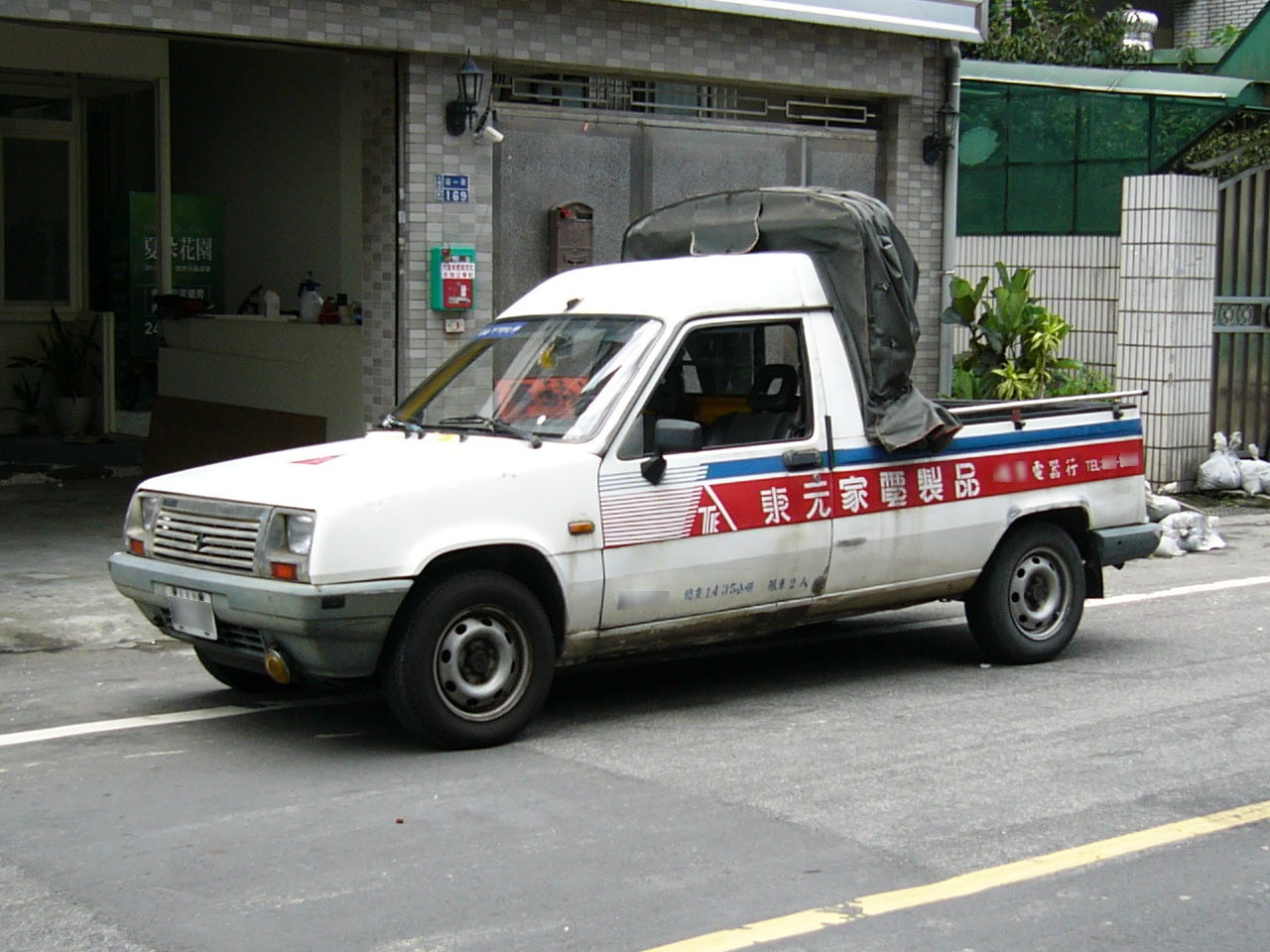
Renault Express I w wersji pick-up